# Karl Menger
Karl Menger (Viena, 13 de janeiro de 1902 — Highland Park, 5 de outubro de 1985) foi um  matemático austríaco.
Filho do economista Carl Menger, é conhecido pelo teorema de Menger. Trabalhou em álgebra matemática, teoria da curva e dimensão, entre outras áreas. Contribuiu com a teoria dos jogos e ciências sociais. Trabalhou no Instituto de Tecnologia de Illinois.

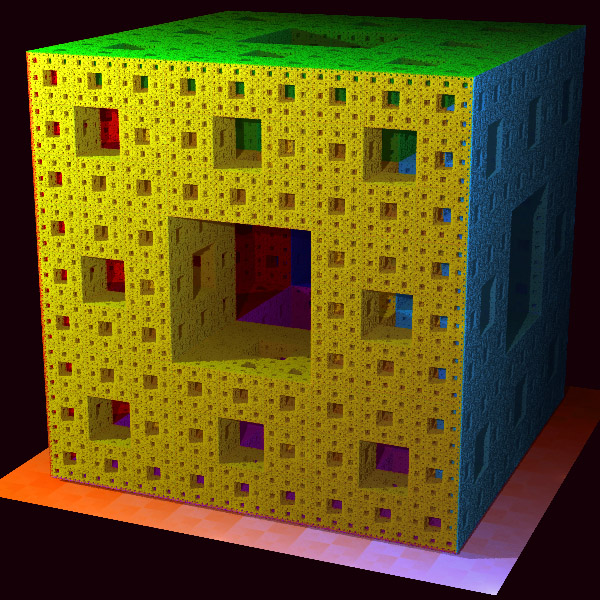
Modelo computacional de uma "Esponja de Menger".